# Warren (Arkansas)
Warren é uma cidade localizada no estado americano de Arkansas, no Condado de Bradley.

## Demografia
Segundo o censo americano de 2000, a sua população era de 6442 habitantes.
Em 2006, foi estimada uma população de 6219, um decréscimo de 223 (-3.5%).

## Geografia
De acordo com o United States Census Bureau, a localidade tem uma área de 17,9 km², dos quais 17,8 km² cobertos por terra e 0,1 km² cobertos por água. Warren localiza-se a aproximadamente 67 m acima do nível do mar.

## Localidades na vizinhança
O diagrama seguinte representa as localidades num raio de 40 km ao redor de Warren.